# Gran Premio del Canada 1990
Il Gran Premio del Canada 1990 è stato un Gran Premio di Formula 1 disputato il 10 giugno 1990 sul circuito di Montréal; la gara è stata vinta da Ayrton Senna su McLaren.

## Qualifiche

### Prequalifiche
| Pos | No | Pilota             | Costruttore             | Tempo    | Distacco |
| --- | -- | ------------------ | ----------------------- | -------- | -------- |
| 1   | 33 | Roberto Moreno *   | EuroBrun-Judd           | 1:28.268 |          |
| 2   | 14 | Olivier Grouillard | Osella - Ford           | 1:28.589 |          |
| 3   | 30 | Aguri Suzuki       | Larrousse - Lamborghini | 1:29.372 |          |
| 4   | 29 | Éric Bernard       | Larrousse - Lamborghini | 1:29.844 |          |
| NPQ | 17 | Gabriele Tarquini  | AGS - Ford              | 1:29.855 |          |
| NPQ | 18 | Yannick Dalmas     | AGS - Ford              | 1:30.460 |          |
| NPQ | 31 | Bertrand Gachot    | Coloni - Subaru         | 1:44.185 |          |
| NPQ | 34 | Claudio Langes     | EuroBrun - Judd         | 1:47.118 |          |
| NPQ | 39 | Bruno Giacomelli   | Life                    | 1:50.253 |          |

### Qualifiche
| Pos                     | No | Pilota             | Costruttore             | Q1       | Q2          |
| ----------------------- | -- | ------------------ | ----------------------- | -------- | ----------- |
| 1                       | 27 | Ayrton Senna       | McLaren-Honda           | 1:20.399 | 1:30.514    |
| 2                       | 28 | Gerhard Berger     | McLaren - Honda         | 1:20.465 | 1:33.240    |
| 3                       | 1  | Alain Prost        | Ferrari                 | 1:20.826 | 1:31.514    |
| 4                       | 19 | Alessandro Nannini | Benetton - Ford         | 1:21.302 | 1:30.575    |
| 5                       | 20 | Nelson Piquet      | Benetton - Ford         | 1:21.568 | 1:27.124    |
| 6                       | 5  | Thierry Boutsen    | Williams-Renault        | 1:21.599 | Senza tempo |
| 7                       | 2  | Nigel Mansell      | Ferrari                 | 1:21.641 | 1:27.647    |
| 8                       | 4  | Jean Alesi         | Tyrrell - Ford          | 1:21.748 | Senza tempo |
| 9                       | 6  | Riccardo Patrese   | Williams - Renault      | 1:22.018 | 44:52.525   |
| 10                      | 8  | Stefano Modena     | Brabham - Judd          | 1:22.660 | 1:29.062    |
| 11                      | 11 | Derek Warwick      | Lotus - Lamborghini     | 1:22.673 | Senza tempo |
| 12                      | 12 | Martin Donnelly    | Lotus - Lamborghini     | 1:22.703 | 1:35.198    |
| 13                      | 3  | Satoru Nakajima    | Tyrrell - Ford          | 1:23.605 | Senza tempo |
| 14                      | 9  | Michele Alboreto   | Arrows - Ford           | 1:23.744 | Senza tempo |
| 15                      | 14 | Olivier Grouillard | Osella - Ford           | 1:23.779 | 1:30.872    |
| 16                      | 23 | Pierluigi Martini  | Minardi - Ford          | 1:23.795 | 1:40.047    |
| 17                      | 26 | Philippe Alliot    | Ligier - Ford           | 1:23.899 | 1:31.797    |
| 18                      | 30 | Aguri Suzuki       | Larrousse - Lamborghini | 1:23.915 | 1:32.777    |
| 19                      | 21 | Emanuele Pirro     | Scuderia Italia - Ford  | 1:24.269 | 1:38.775    |
| 20                      | 25 | Nicola Larini      | Ligier - Ford           | 1:24.285 | 1:30.091    |
| 21                      | 35 | Gregor Foitek      | Onyx - Ford             | 1:24.397 | 1:42.487    |
| 22                      | 36 | Jyrki Järvilehto   | Onyx - Ford             | 1:24.425 | 1:40.607    |
| 23                      | 29 | Éric Bernard       | Larrousse - Lamborghini | 1:24.451 | 1:32.750    |
| 24                      | 16 | Ivan Capelli       | Leyton House - Judd     | 1:24.554 | 7:00.728    |
| 25                      | 22 | Andrea De Cesaris  | Scuderia Italia - Ford  | 1:24.621 | 1:36.629    |
| 26                      | 10 | Alex Caffi         | Arrows - Ford           | 1:25.113 | 1:39.209    |
| Vetture non qualificate |    |                    |                         |          |             |
| NQ                      | 33 | Roberto Moreno     | EuroBrun - Judd         | 1:25.172 | 1:31.097    |
| NQ                      | 15 | Maurício Gugelmin  | Leyton House - Judd     | 1:25.712 | 1:45.435    |
| NQ                      | 24 | Paolo Barilla      | Minardi - Ford          | 1:25.951 | 1:51.583    |
| NQ                      | 7  | David Brabham      | Brabham - Judd          | 1:26.771 | 1:36.453    |

## Gara
La gara si svolge su un circuito umido e questo comporta diverse uscite di pista, tra cui quelle di Nannini, Alesi e Boutsen, vincitore dell'edizione precedente. A fine gara Berger, che aveva tagliato il traguardo in prima posizione, è penalizzato di un minuto per partenza anticipata, consegnando così la vittoria al compagno di squadra Senna.

### Classifica
| Pos      | No | Pilota             | Costruttore             | Laps | Tempo/Ritirato          | Partenza | Punti |
| -------- | -- | ------------------ | ----------------------- | ---- | ----------------------- | -------- | ----- |
| 1        | 27 | Ayrton Senna       | McLaren-Honda           | 70   | 1:42:56.400             | 1        | 9     |
| 2        | 20 | Nelson Piquet      | Benetton-Ford           | 70   | +10.497                 | 5        | 6     |
| 3        | 2  | Nigel Mansell      | Ferrari                 | 70   | +13.385                 | 7        | 4     |
| 4        | 28 | Gerhard Berger     | McLaren - Honda         | 70   | +14.854                 | 2        | 3     |
| 5        | 1  | Alain Prost        | Ferrari                 | 70   | +15.820                 | 3        | 2     |
| 6        | 11 | Derek Warwick      | Lotus - Lamborghini     | 68   | +2 giri                 | 11       | 1     |
| 7        | 8  | Stefano Modena     | Brabham - Judd          | 68   | +2 giri                 | 10       |       |
| 8        | 10 | Alex Caffi         | Arrows - Ford           | 68   | +2 giri                 | 26       |       |
| 9        | 29 | Éric Bernard       | Larrousse - Lamborghini | 67   | +3 giri                 | 23       |       |
| 10       | 16 | Ivan Capelli       | Leyton House - Judd     | 67   | +3 giri                 | 24       |       |
| 11       | 3  | Satoru Nakajima    | Tyrrell - Ford          | 67   | +3 giri                 | 13       |       |
| 12       | 30 | Aguri Suzuki       | Larrousse - Lamborghini | 66   | +4 giri                 | 18       |       |
| 13       | 14 | Olivier Grouillard | Osella - Ford           | 65   | +5 giri                 | 15       |       |
| Ritirato | 12 | Martin Donnelly    | Lotus - Lamborghini     | 57   | Motore                  | 12       |       |
| Ritirato | 35 | Gregor Foitek      | Onyx - Ford             | 53   | Motore                  | 21       |       |
| Ritirato | 22 | Andrea De Cesaris  | Scuderia Italia - Ford  | 50   | Cambio                  | 25       |       |
| Ritirato | 36 | Jyrki Järvilehto   | Onyx - Ford             | 46   | Motore                  | 22       |       |
| Ritirato | 6  | Riccardo Patrese   | Williams - Renault      | 44   | Freni                   | 9        |       |
| Ritirato | 26 | Philippe Alliot    | Ligier - Ford           | 34   | Motore                  | 17       |       |
| Ritirato | 4  | Jean Alesi         | Tyrrell - Ford          | 26   | Incidente               | 8        |       |
| Ritirato | 19 | Alessandro Nannini | Benetton - Ford         | 21   | Incidente               | 4        |       |
| Ritirato | 5  | Thierry Boutsen    | Williams - Renault      | 19   | Collisione con Larini   | 6        |       |
| Ritirato | 25 | Nicola Larini      | Ligier - Ford           | 18   | Collisione con Boutsen  | 20       |       |
| Ritirato | 21 | Emanuele Pirro     | Scuderia Italia - Ford  | 11   | Collisione con Alboreto | 19       |       |
| Ritirato | 9  | Michele Alboreto   | Arrows - Ford           | 11   | Collisione con Pirro    | 14       |       |
| Ritirato | 23 | Pierluigi Martini  | Minardi - Ford          | 0    | Testacoda               | 16       |       |
| NQ       | 33 | Roberto Moreno     | EuroBrun - Judd         |      |                         |          |       |
| NQ       | 15 | Maurício Gugelmin  | Leyton House - Judd     |      |                         |          |       |
| NQ       | 24 | Paolo Barilla      | Minardi - Ford          |      |                         |          |       |
| NQ       | 7  | David Brabham      | Brabham - Judd          |      |                         |          |       |
| NPQ      | 17 | Gabriele Tarquini  | AGS - Ford              |      |                         |          |       |
| NPQ      | 18 | Yannick Dalmas     | AGS - Ford              |      |                         |          |       |
| NPQ      | 31 | Bertrand Gachot    | Coloni - Subaru         |      |                         |          |       |
| NPQ      | 34 | Claudio Langes     | EuroBrun - Judd         |      |                         |          |       |
| NPQ      | 39 | Bruno Giacomelli   | Life                    |      |                         |          |       |

## Classifiche

### Piloti
| Pos. | Pilota             | Punti |
| ---- | ------------------ | ----- |
| 1    | Ayrton Senna       | 31    |
| 2    | Gerhard Berger     | 19    |
| 3    | Alain Prost        | 14    |
| 4    | Jean Alesi         | 13    |
| 5    | Nelson Piquet      | 12    |
| 6    | Riccardo Patrese   | 9     |
| 7    | Thierry Boutsen    | 9     |
| 8    | Nigel Mansell      | 7     |
| 9    | Alessandro Nannini | 4     |
| 10   | Stefano Modena     | 2     |
| 11   | Alex Caffi         | 2     |
| 12   | Satoru Nakajima    | 1     |
| 13   | Éric Bernard       | 1     |
| 14   | Derek Warwick      | 1     |

### Costruttori
| Pos. | Team                    | Punti |
| ---- | ----------------------- | ----- |
| 1    | McLaren - Honda         | 50    |
| 2    | Ferrari                 | 21    |
| 3    | Williams - Renault      | 18    |
| 4    | Benetton - Ford         | 16    |
| 5    | Tyrrell - Ford          | 14    |
| 6    | Brabham - Judd          | 2     |
| 7    | Arrows - Ford           | 2     |
| 8    | Larrousse - Lamborghini | 1     |
| 9    | Lotus - Lamborghini     | 1     |

## Fonti
- Salvo indicazioni diverse tutti i dati statistici sono tratti da  The Official Formula 1 website, su formula1.com. URL consultato il 5 agosto 2007.